# 博泽勒 (萨瓦省)
博泽勒（法語：Bozel，法語發音：[bɔzɛl]）是法国萨瓦省的一个市镇，属于阿尔贝维尔区。

## 地理
博泽勒（45°26'34"N, 6°38'56"E）面积28.8 平方千米，位于法国奥弗涅-罗讷-阿尔卑斯大区萨瓦省，该省份为法国东部省份，历史上为薩伏依的一部分，北起上萨瓦省，西接伊泽尔省和安省，南部和东部与上阿尔卑斯省和意大利接壤。
与博泽勒接壤的市镇（或旧市镇、城区）包括：艾姆拉普拉涅、瓦努瓦斯地区尚帕尼、拉普拉涅-塔朗泰斯、蒙塔尼、普雷圣母村、普拉奈、库尔舍韦勒。

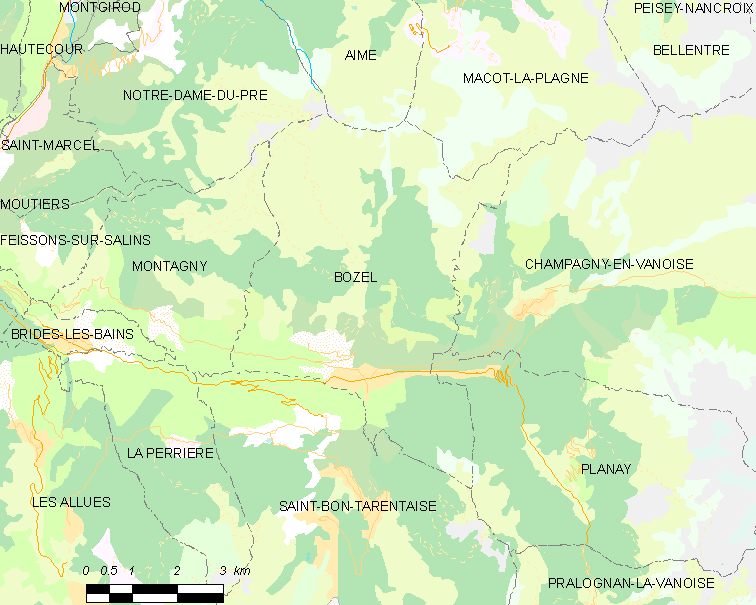
的OSM定位图

博泽勒的时区为UTC+01:00、UTC+02:00（夏令时）。

## 行政
博泽勒的邮政编码为73350，INSEE市镇编码为73055。

## 政治
博泽勒所属的省级选区为穆捷县。

## 人口

1962-2008年间人口变化图示

博泽勒于2022年1月1日时的人口数量为2024人。